# بيرسونا 3 ريلود
بيرسونا 3 ريلود (بالإنجليزية:Persona 3 Reload) هي لعبة فيديو من نوع JRPG، صدرت اللعبة بتاريخ 2024-01-19، وهي من تطوير شركة أتلس (شركة)، ومن نشر شركة أتلس (شركة)، وتعمل لمنصات PS5, PS4, PC.